# Christine Ferber
Christine Ferber, née le 11 mai 1960 à Colmar, est une pâtissière, chocolatière et confiturière française, copropriétaire de La Maison Ferber en Niedermorschwihr, Alsace. Elle vend plus de 200 000 pots de confiture par an à travers le monde.

## Vie privée
Christine Ferber est née à Colmar, une ville médiévale, à seulement 8 km de son village de Niedermorschwihr. Son arrière-grand-père a déménagé en Alsace depuis l'Allemagne en 1870. Son arrière-grand-père, son grand-père et son père travaillaient tous comme pâtissiers. Son père Maurice a ouvert La Maison Ferber en 1959, dans un bâtiment français traditionnel du dix-septième siècle. Christine Ferber parle français, alsacien, allemand et anglais. Sa mère Marguerite est décédée en mars 2020.

## Carrière
À l'âge de 15 ans, Ferber s'installe à Bruxelles afin de suivre un apprentissage de trois ans en tant que pâtissière et chocolatière. Elle passe ensuite un an à Paris pour étudier avec le célèbre chef pâtissier français Lucien Peltier. Peltier était considéré comme l'un des pâtissiers les plus créatifs de sa génération dans les années 1980, son travail inspiré de la nouvelle cuisine était une référence pour tous les professionnels.

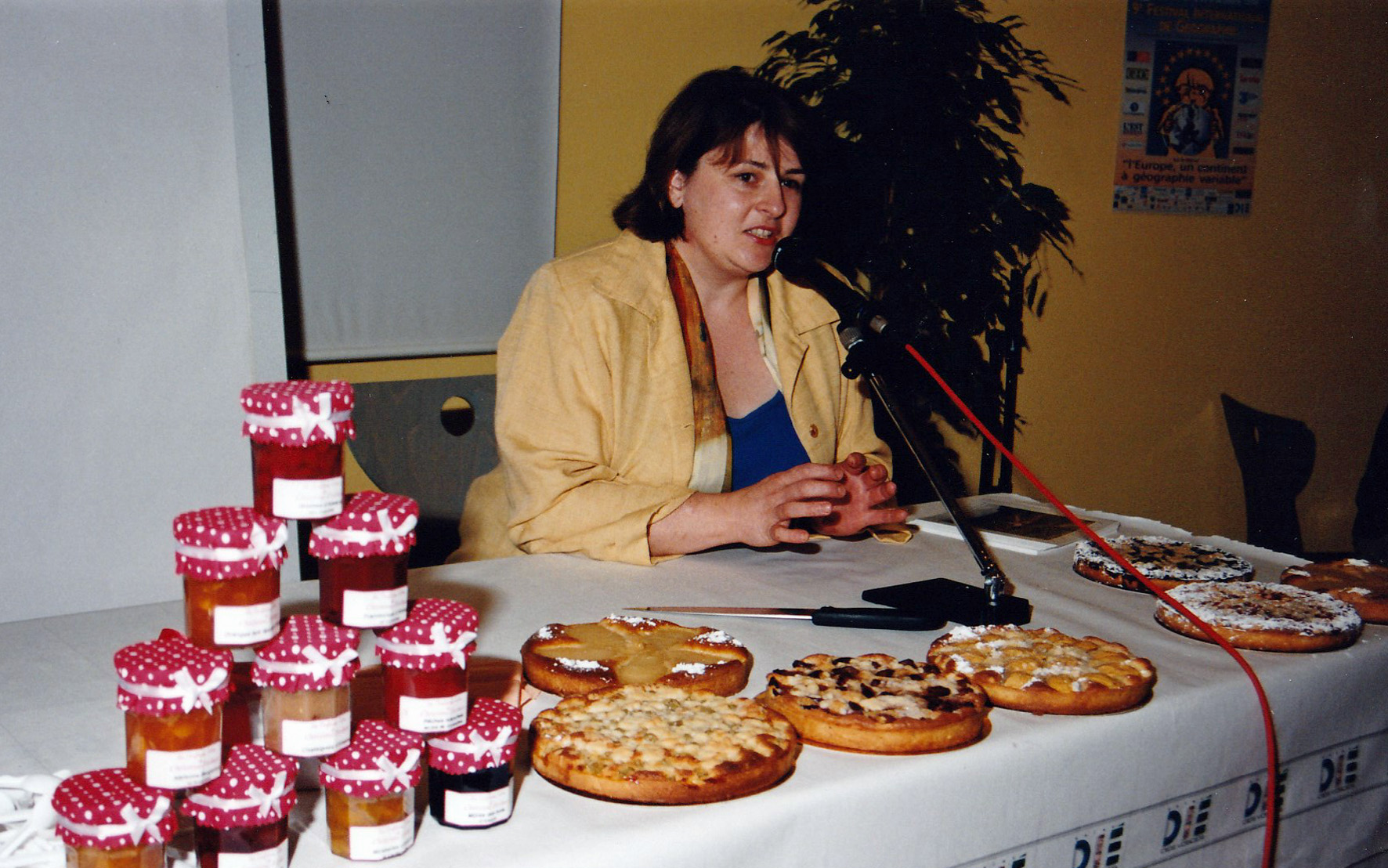
Christine Ferber présentant ses produits au salon de la gastronomie du Festival international de géographie en 1998.

En 1979, elle remporte la Coupe de France des pâtissiers. Elle est revenue en Alsace en 1980, où elle a créé son propre atelier. Elle a d'abord fait des confitures, les vendant dans la boutique de ses parents. En 1998, Ferber est élue Pâtissier de l'année par le Guide Champérard,,. 
En 2005, elle a produit un livre de cuisine Les merveilles d'Alice, en référence au livre de Lewis Carroll Les Aventures d'Alice au pays des merveilles. Les images du livre étaient destinées à imiter les peintures de style Salvador Dalí. En 2011, Ferber devient copropriétaire de La Maison Ferber avec son frère et sa sœur, après la mort de leur père. En 2015/16, elle a fait construire un atelier et un entrepôt plus grands. En 2018, le bâtiment a reçu le prix d'architecture Prix AMO dans la catégorie « lieu le mieux productif ».
Ferber fabrique plus de 200 variétés de confitures environ au cours de l'année, avec des variétés traditionnelles, régionales et originales. Les exemples des saveurs uniques de Ferber incluent le céleri et l' ananas au romarin. Elle fabrique également des tartes, des Christstollens, des Beerawecka, des pains d'épices et des Kougelhopfs. Environ 35 % de ses revenus proviennent de confitures et environ 35 % de pâtisseries. Christine Ferber est surnommée la fée de la confiture,. Elle est également surnommée Reine Christine par les Alsaciens locaux.
200 000 pots de confiture Ferber sont vendus chaque année à travers le monde, dans des pays comme l'Espagne, l'Allemagne, le Japon et Singapour. À Tokyo, ses pots de confiture sont vendus dans les grands magasins Isetan, et sont enveloppés de tissu rouge et d'un nœud blanc. Son confrère pâtissier et chocolatier français Pierre Hermé a déclaré que Ferber « vend les meilleures confitures du monde », qu'il propose dans sa boutique à Paris. Sa confiture est également achetée par le chef Alain Ducasse, le restaurant trois étoiles Michelin La Maison Troisgros, ainsi que l'Hôtel de Crillon, le Four Seasons Hotel George V, et The Connaught à Londres.
Christine Ferber a également enseigné en France, en Italie, au Japon et aux États-Unis, à la French Pastry School de Chicago.
En 2013, le journal britannique Daily Mirror a rapporté que la star mondiale du cinéma Brad Pitt était devenu obsédé par les confitures de Ferber et s'était envolé pour l'Alsace pour la rencontrer,,.
En janvier 2018, Christine Ferber a été élevée au grade de Chevalier dans l'ordre de la Légion d'honneur.

## Travaux
- Ferber, Christine, Mes aigres-doux : Terrines et pâtés, Payot, 1999.  (ISBN 2228892408)
- Ferber, Christine, Mes Confitures: Les confitures et gelées de Christine Ferber, Michigan State University Press, 2002.  (ISBN 0870136291)
- Ferber, Christine, Ma cuisine des fruits, Marabout, 2003.  (ISBN 2501039106)
- Ferber, Christine, Mes Tartes: Les tartes sucrées et salées de Christine Ferber, Michigan State University Press, 2003.  (ISBN 0870136887)
- Ferber, Christine; Model, Philippe; Winkelmann, Bernhard (photos), La petite cuisine d'Alice au pays des merveilles (Petite cuisine d'Alice au pays des merveilles), Chêne Jeunesse, 2005.  (ISBN 2842777093)
- Ferber, Christine, Tischlein deck dich!, Gerstenberg Verlag, 2008.  (ISBN 3836929856)
- Ferber, Christine, Leçons de confitures, Chêne, 2009.  (ISBN 2842778006)
- Ferber, Christine, Le Larousse des confitures : gelées, compotes, chutneys avec les conseils techniques et 40 recettes inédites de Christine Ferber, Larousse, Paris 2009.  (ISBN 978-2-03-584975-5)
- Ferber, Christine; Bernhard, Winkelmann (photos), Die Marmeladen-Bibel, Christian, 2010.  (ISBN 9783884729762)